# Ballarat
Ballarat és una ciutat de l'estat australià de Victòria. És la tercera ciutat més gran de Victòria després de Melbourne i Geelong i la més gran de l'interior de l'estat. La seva població arriba a prop de 100.000 habitants i la seva àrea és de 740 km².
Aquesta ciutat va ser fundada el 1838 pel colon escocès Archibald Yuille, que va establir un assentament anomenat Ballaarat. El nom deriva de les paraules locals balla arat, que significarien "lloc de descans".
L'ortografia actual es va adoptar oficialment el 1996.
Ballarat està situada als contraforts de la Gran Serralada Divisòria al centre de Victòria Occidental. També conegut com l'Altiplà Central, és anomenat així pels seus suaus turons i la manca de muntanyes que són comuns a la part oriental de la Gran Serralada Divisòria. La ciutat es troba dins una secció lleugerament ondulada de les planes que s'estenen als voltants. Aquestes planes estan formades per sediments al·luvials i fluxos volcànics, i amb grans àrees agrícoles.